# Église Notre-Dame-de-l'Assomption d'Èze
L'église Notre-Dame de l'Assomption d'Èze est une église de style néoclassique du XVIIIe siècle dédiée à Notre-Dame de l'Assomption à Èze dans les Alpes-Maritimes. L'édifice est classé au titre des monuments historiques en 1984.

## Historique
L'église a été reconstruite en remplacement de la précédente qui tombait en ruine entre 1764 et 1778 par l'architecte italien Antoine Spinelli à la demande du duc Charles-Emmanuel III de Savoie.
L'architecte a reçu un capital en paiement, le 7 décembre 1778. Par l'acte de cession de la somme qui appartenait au conseil de fabrique, nous savons que sa construction était presque achevée, mais pas terminée.
Le prieur d'Èze, Charles-François Fighiera, a demandé à l'évêque de Nice, Mgr Astesan, de consacrer l'église. la cérémonie a lieu le 17 mai 1772. 
Le 26 septembre 1777, l'évêque de Nice a consacré deux cloches ayant pour nom Marie-Madeleine et Laurence.
Charles-François Fighiera a donné à l'église des reliques de saint Germain, le 16 août 1778.
Elle fut consacrée le 17 mai 1779.
L'église a été réparée en 1887.
Le clocher a été édifié au XIXe siècle. Il a été plusieurs fois frappé par la foudre qui a fait disparaitre la coupole d'origine. La couleur bleue du cadran de l'horloge est celle de la Vierge.
L'aspect classique de la façade de l'église contraste avec son intérieur baroque.

## Architecture
La façade ocre est de style néoclassique percée d'un œil de bœuf, avec des doubles pilastres grecs corinthiens, flanquée d'un clocher carré de deux niveaux.
Une nef unique de style baroque est rythmée par des chapelles latérales. Elle possède un riche décor intérieur.

## Galerie

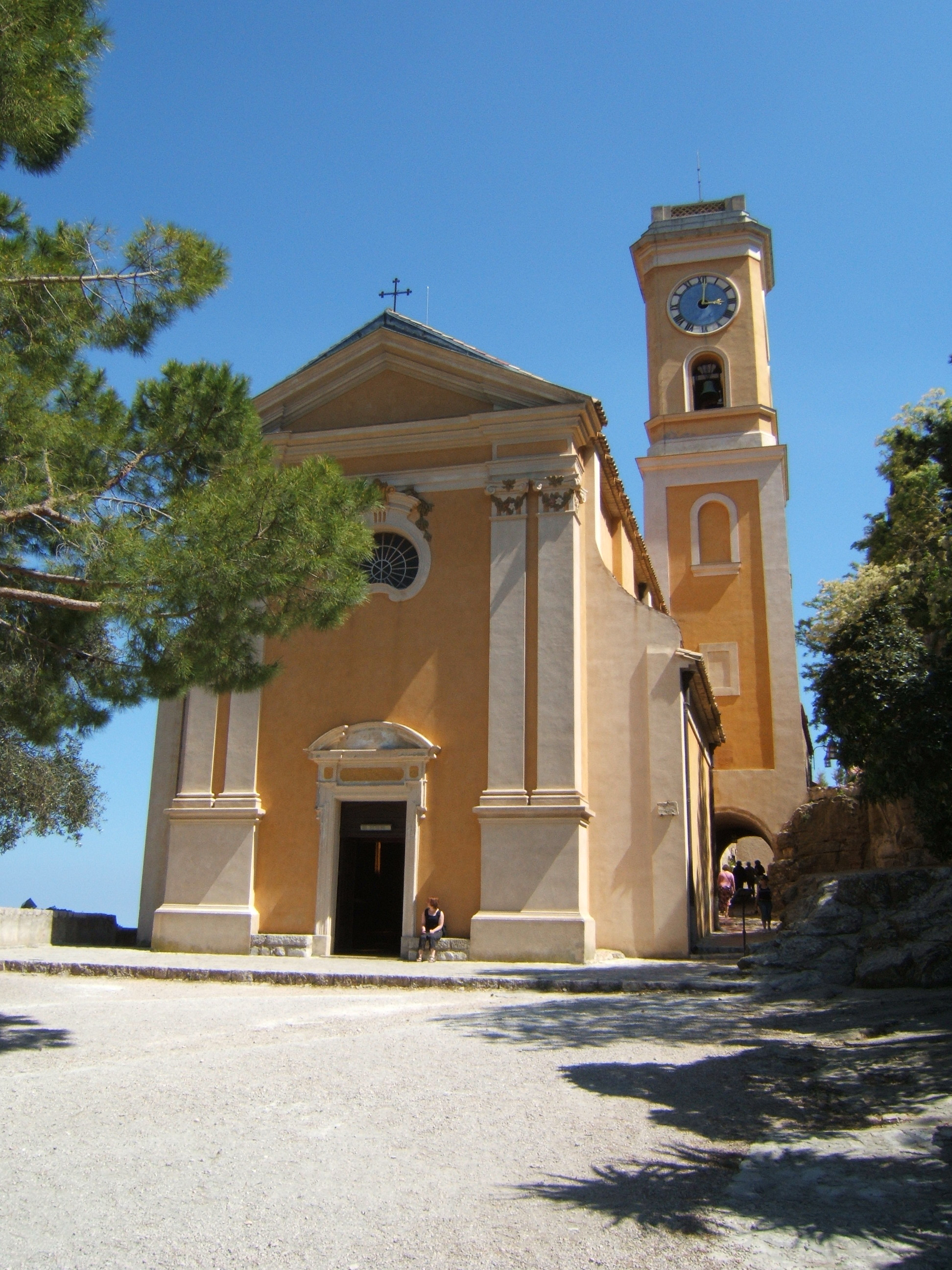
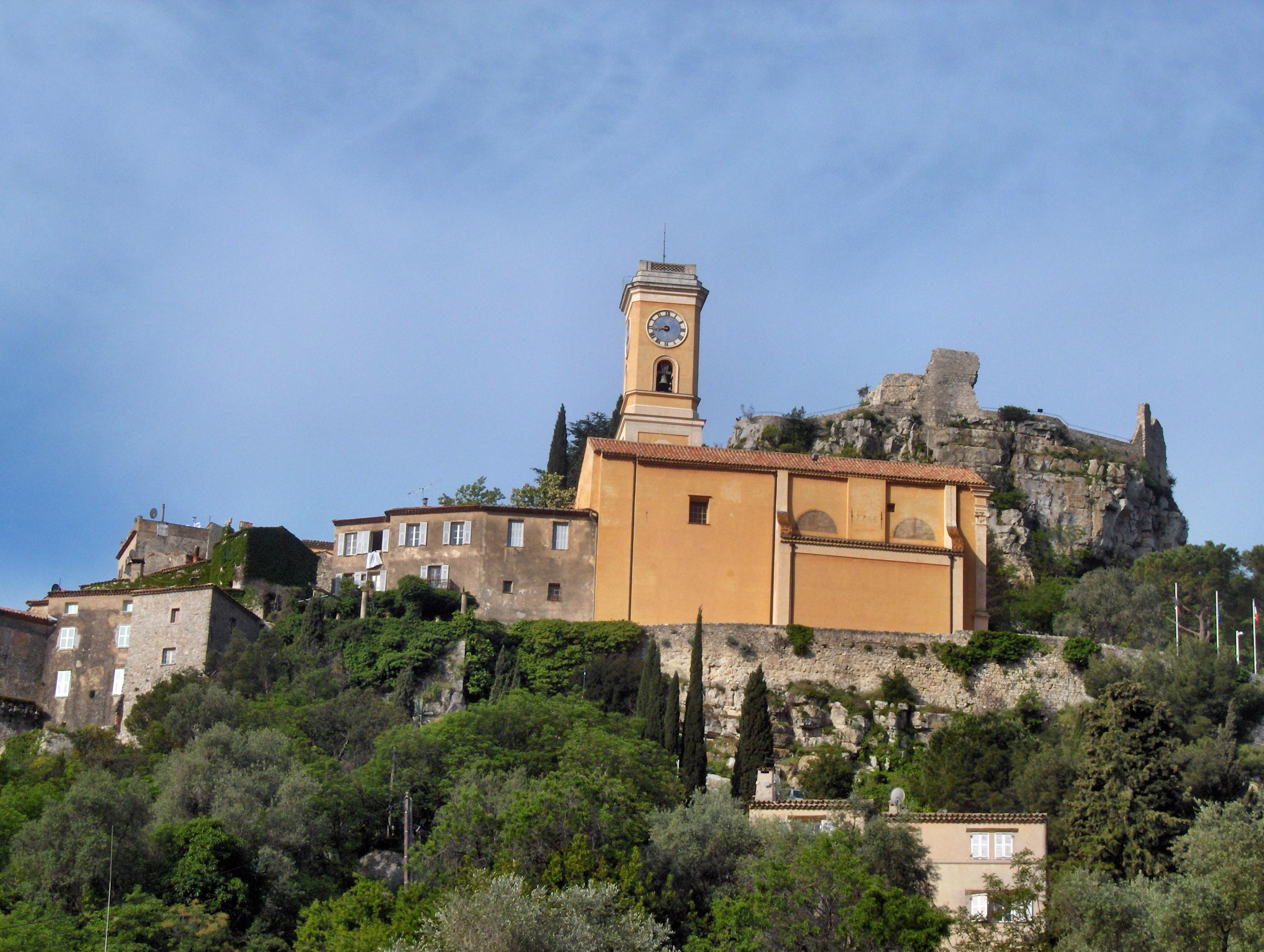
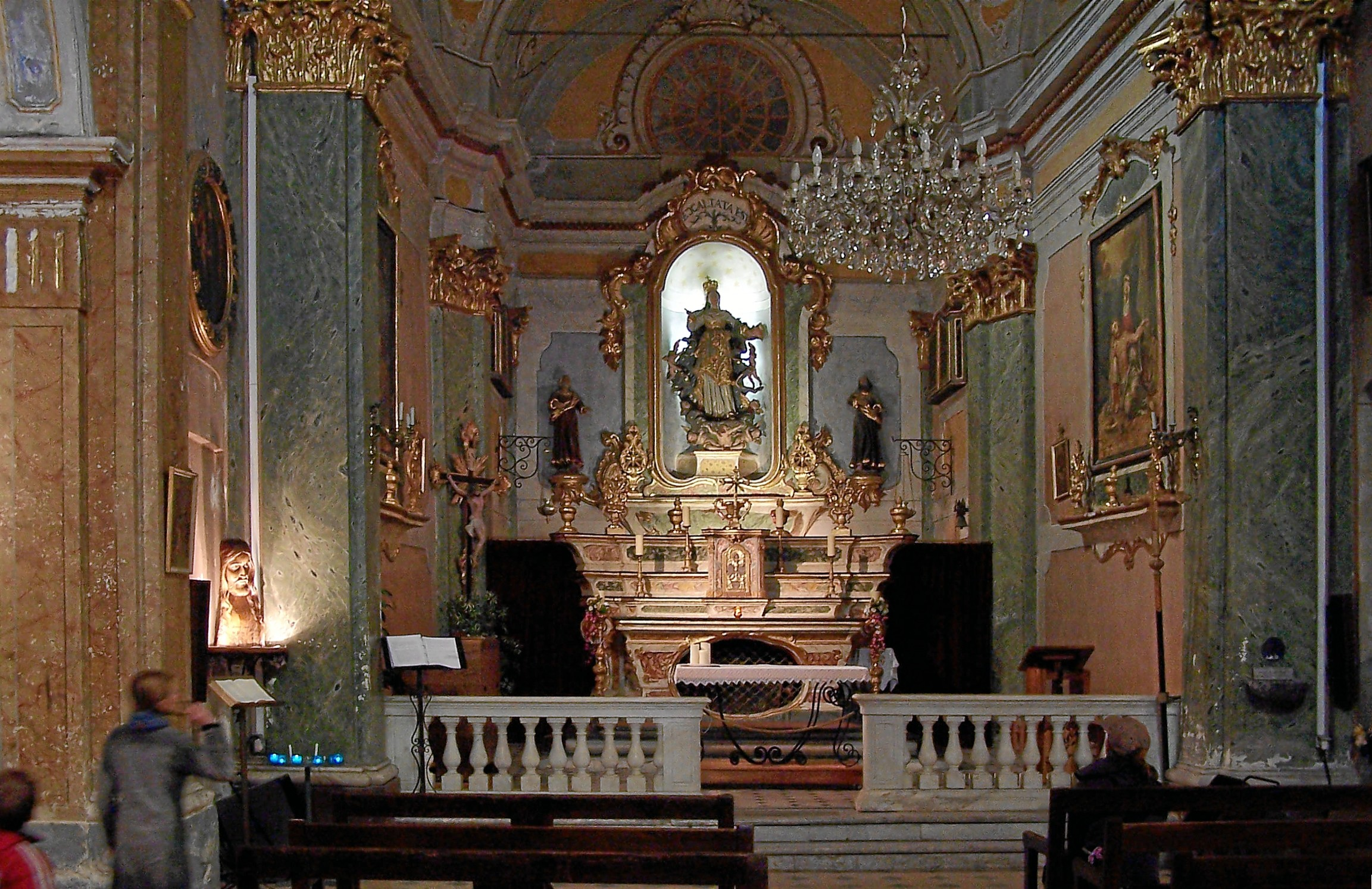
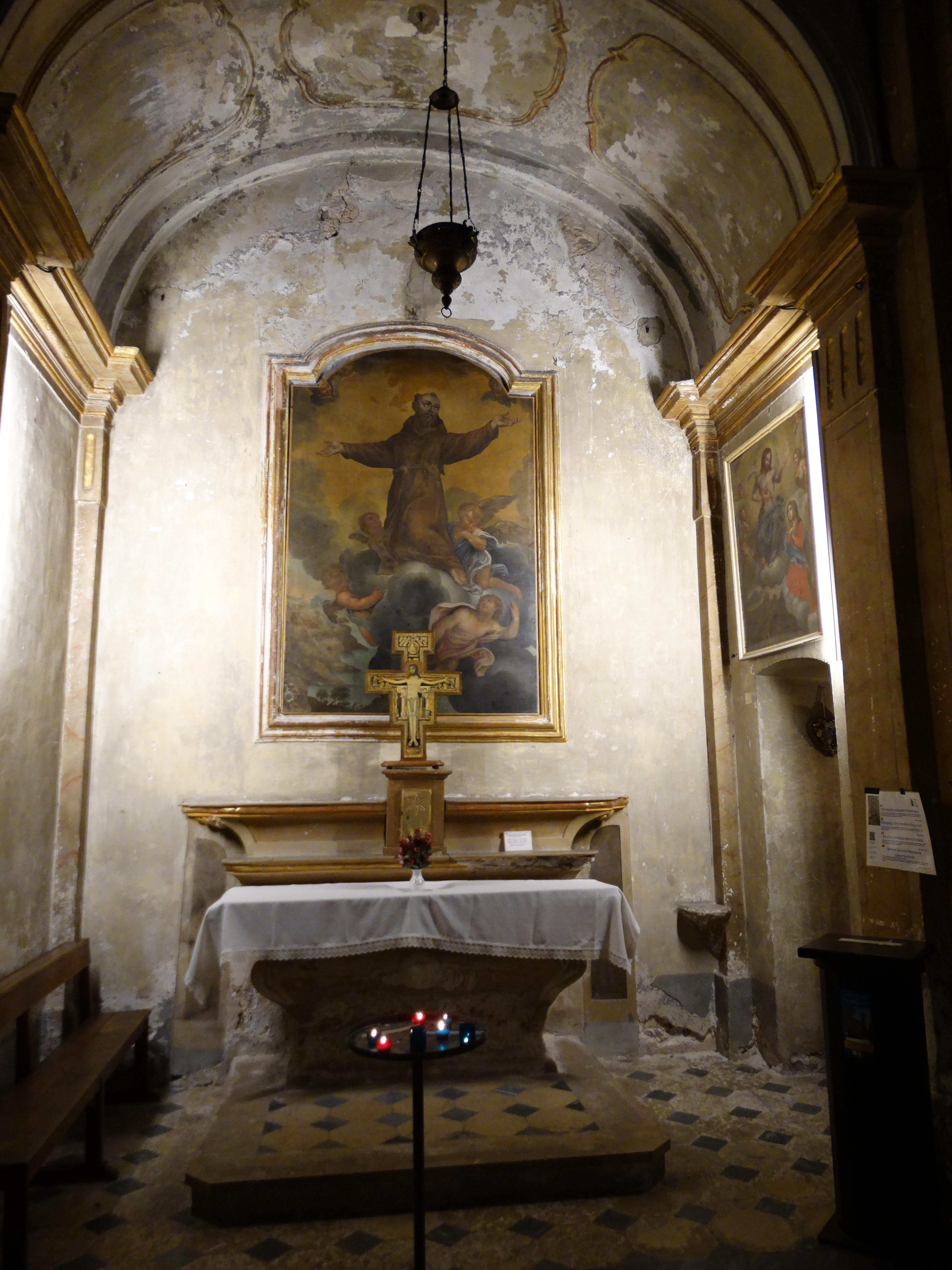
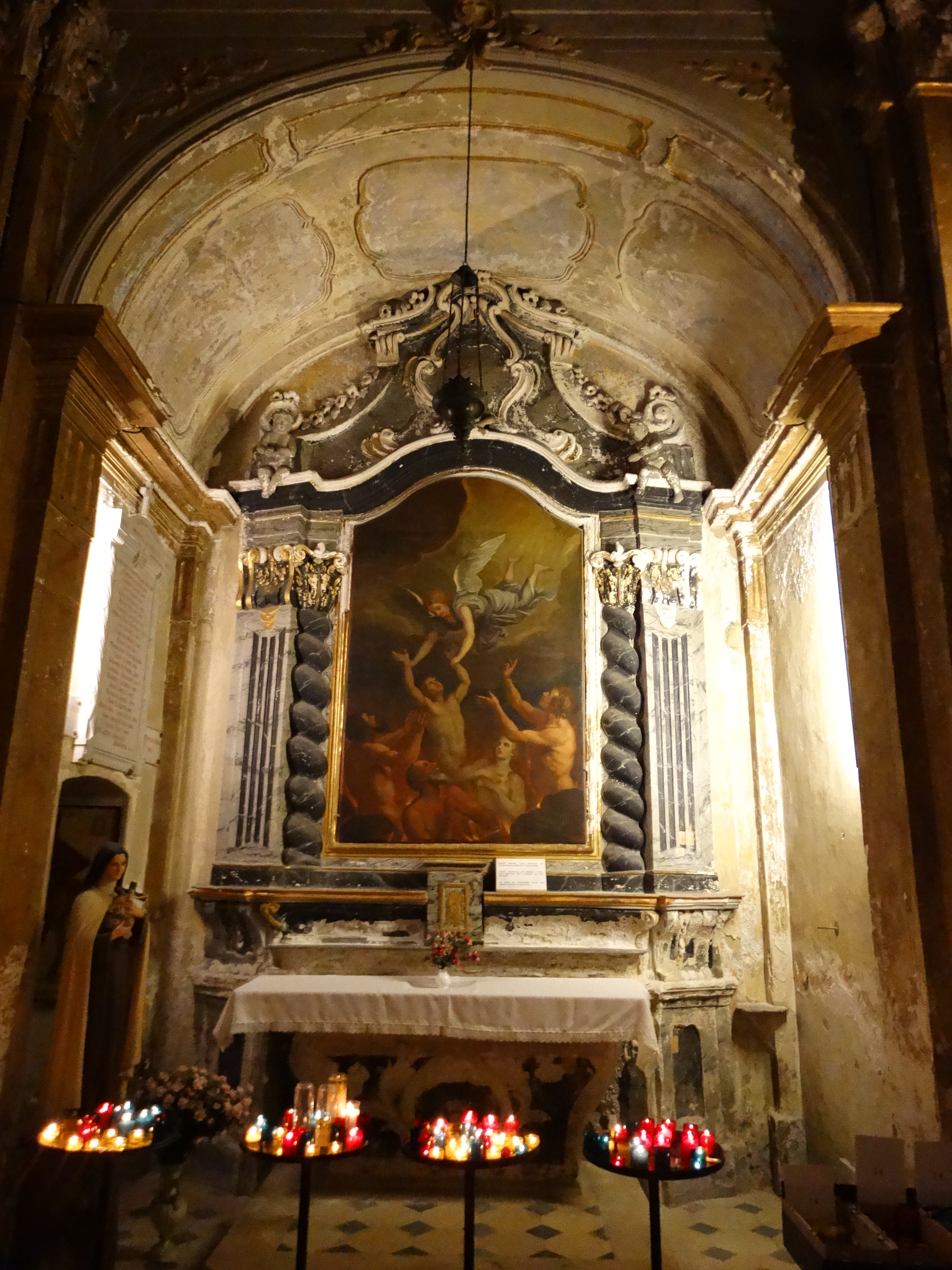
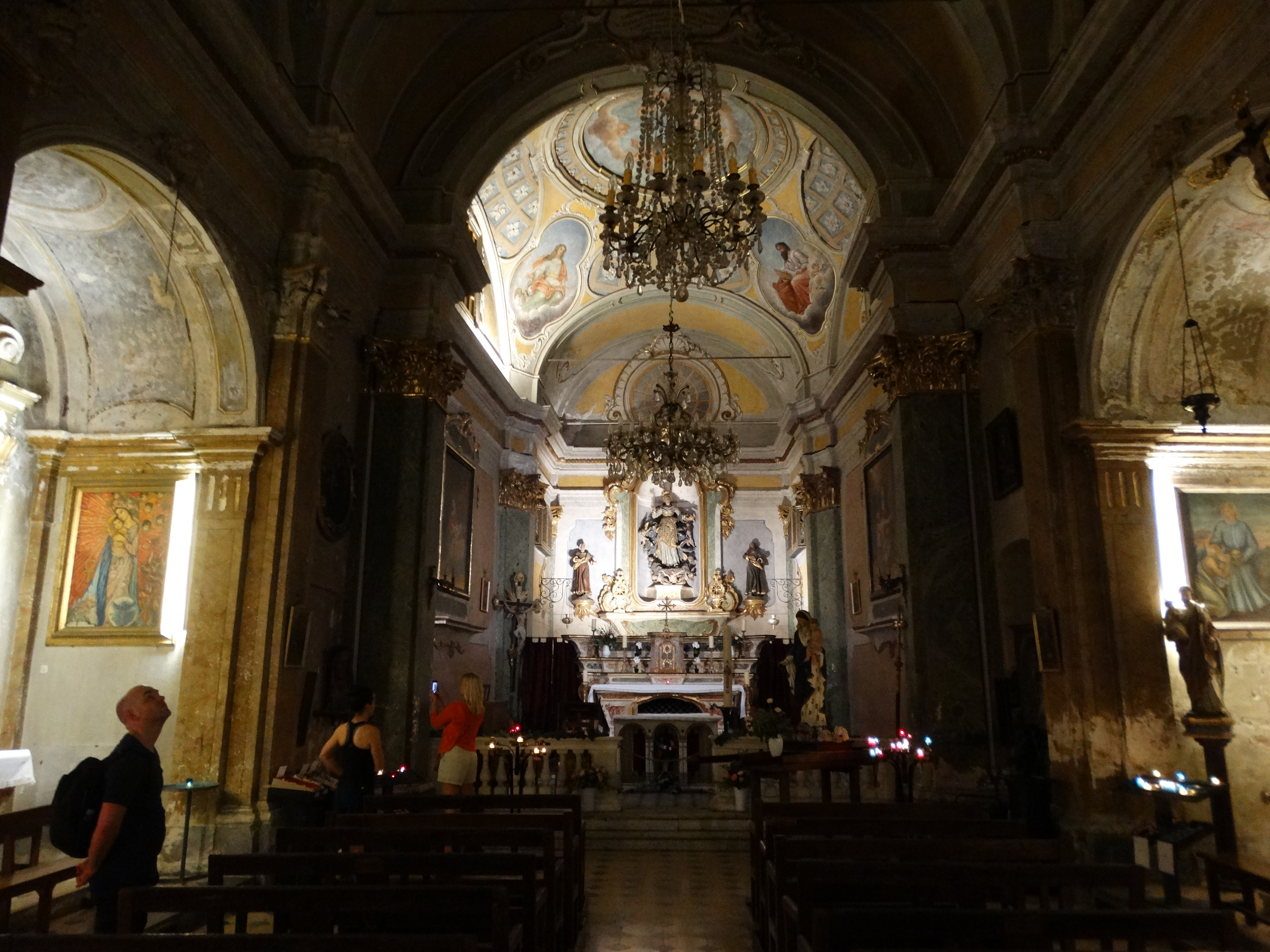

## Sépultures
- Francis Blanche (1921-1974) (épitaphe : « Laissez-moi dormir, j'étais fait pour ça »).